# Johann David Naumann
Johann David Naumann (* 14. September 1775 in Königsberg; † 7. Januar 1824 in Berlin) war ein preußischer Jurist.

## Leben
Johann David Naumann war der Sohn des gleichnamigen Kirchenrats Johann David Naumann (auch Johann David Neumann) (1742–1803); sein Vater war erster Prediger in der Altstädtischen Kirche in Königsberg.
Er studierte an der Universität Königsberg Rechtswissenschaften und wurde 1793 Auskultator bei der ostpreußischen Regierung in Königsberg. Aufgrund seiner bemerkenswerten Urteilsfähigkeit und seinem Scharfblick zog er die Aufmerksamkeit seiner Vorgesetzten auf sich, die ihn zu fördern begannen. 1796 wurde er Assessor beim Hofgericht in Bromberg und noch im gleichen Jahr zum Rat bei der Regierung in Marienwerder ernannt. 1820 erhielt er die Stelle eines Geheimen Obertribunalrats beim Preußischen Obertribunal.
Johann David Naumann war verheiratet und hatte mehrere Kinder, als er verstarb lebten außer seiner Witwe noch drei Söhne und eine Tochter, eine Tochter sowie ein Sohn verstarben vor ihm.

## Schriften (Auswahl)
- Tabellarisches Handbuch für den Königl. Preußischen Zoll- und Steuer-Dienst Zum Gebrauche für Königl. Zoll- und Steuer-Beamte, Kaufleute und Gewerbetreibende überhaupt. Berlin Maurer 1820.